# Gyilokmadarak
A gyilokmadarak (Phorusrhacidae) a madarak (Aves) osztályába és kígyászdaru-alakúak (Cariamiformes) rendjébe tartozó fosszilis család.
Korábban ezt a madárcsaládot a darualakúak (Gruiformes) rendjébe sorolták.
Óriás röpképtelen, ragadozó életmódot folytató madarak voltak; közülük a legnagyobb elérte akár 3 méteres testmagasságot is. Az első képviselői Dél-Amerikában mintegy 62 millió évvel ezelőtt jelentek meg; a mintegy kétmillió évvel ezelőtt történt kihalásukig csúcsragadozók voltak.

## Leírása
A Phorusrhacidae család legtöbb tagja nem volt óriás termetű, testmagasságuk 60-90 centiméter közt lehetett. Az olyan beszélő neveket, mint a magyar „gyilokmadár” vagy az angol terror bird a család a csoport nagy termetű tagjairól kapta, amelyek élőhelyeik domináns ragadozói voltak a kardfogú macska Smilodon nemek megjelenéséig mintegy 2,5 millió évvel ezelőtt. Szárnyaikon húskampó-szerű karmok fejlődtek ki, amelyek segítségükre lehettek a zsákmány leterítésében.
A kis változatok és az óriások is legalább részben valószínűleg igen gyors futók voltak. Nem ismert, hogy magányosan, vagy csoportban vadásztak. Egy 2005-ös tanulmány szerint az óriás változatok zsákmányuk csontjait rúgásokkal törhették össze.
Legközelebbi ma élő rokonuk feltételezések szerint a 80 centiméteres magasságot is elérő kígyászdarufélék (Cariamidae).

## Észak-Amerika
A család egyetlen neme, a Titanis élt csak Dél-Amerikán kívül, amely a nagy amerikai faunacsere során került mintegy hárommillió évvel ezelőtt a korábban a dél-amerikai tömbtől tenger által elválasztott Észak-Amerikába. A Titanis az egyetlen ismert  dél-amerikai ragadozó, amely a faunacsere során északra vándorolt. Fosszíliáit Texasban és Floridában találták meg.

## A legnagyobb madár
A középső miocénben élt Kelenken guillermoi faj, amelynek fosszíliáját 2006-ban fedezték fel Patagóniában, a koponya nagyságát tekintve a legnagyobb eddig ismert, röpképtelen húsevő madár. A csaknem teljes megtalált koponya mintegy 71 centiméter hosszúságú, a sok mai ragadozó madáréhoz hasonlóan horgas végű csőr ebből mintegy 45,7 centiméter.
A kutatók szerint e madarak magassága elérhette a 2,28–3 métert, testsúlyuk pedig a 230 kilogrammot. A Kelenken guillermoi fosszíliája ugyanazon állat lábcsontjainak egy részét is tartalmazza, amelyek cáfolják azt a korábbi véleményt, hogy a nagy testű gyilokmadarak nehézkesek és lassúk lehettek. A csontok alapján az állat akár 50 kilométeres óránkénti csúcssebességre is képes lehetett.

## Taxonómiája

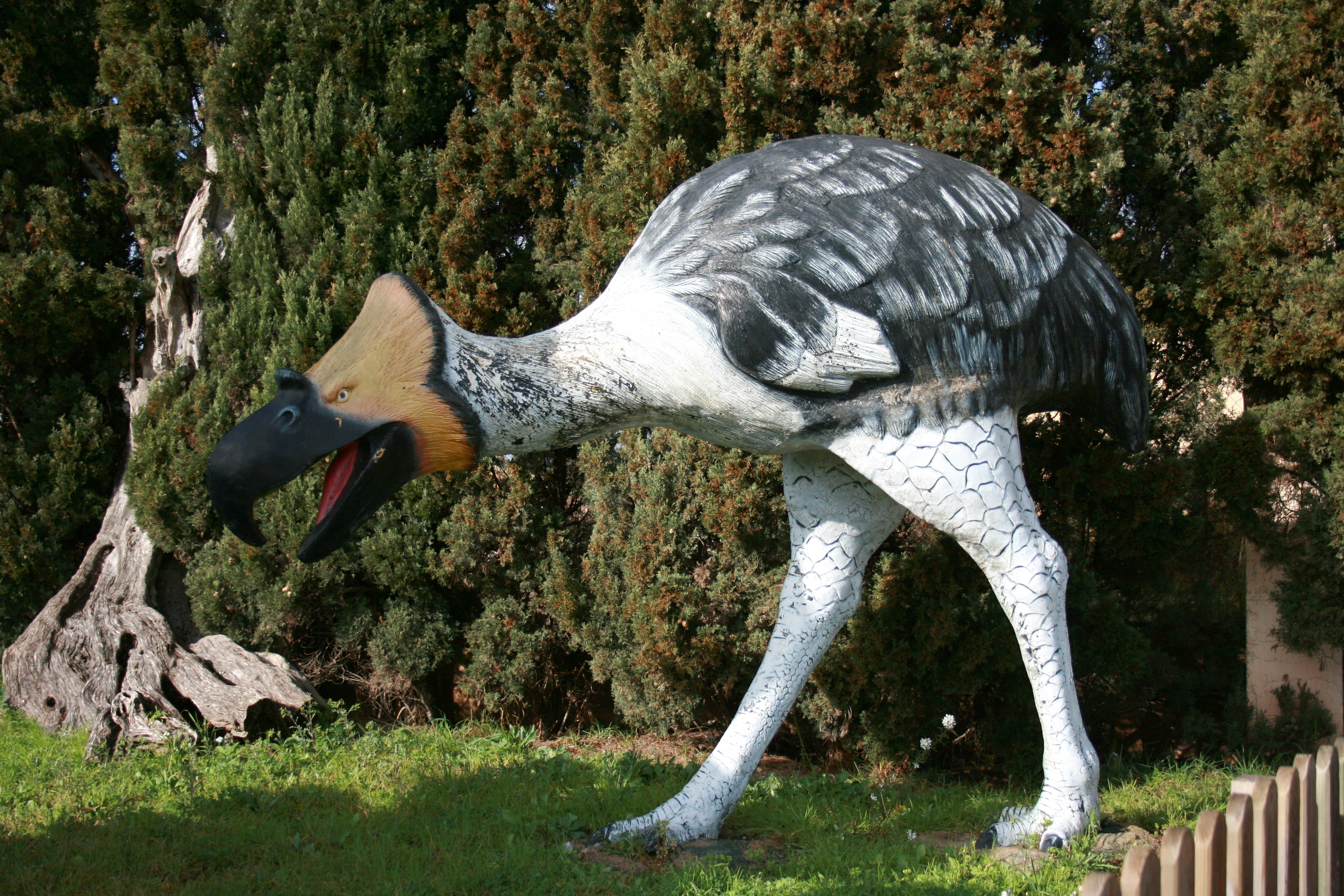
Múzeumi rekonstrukció

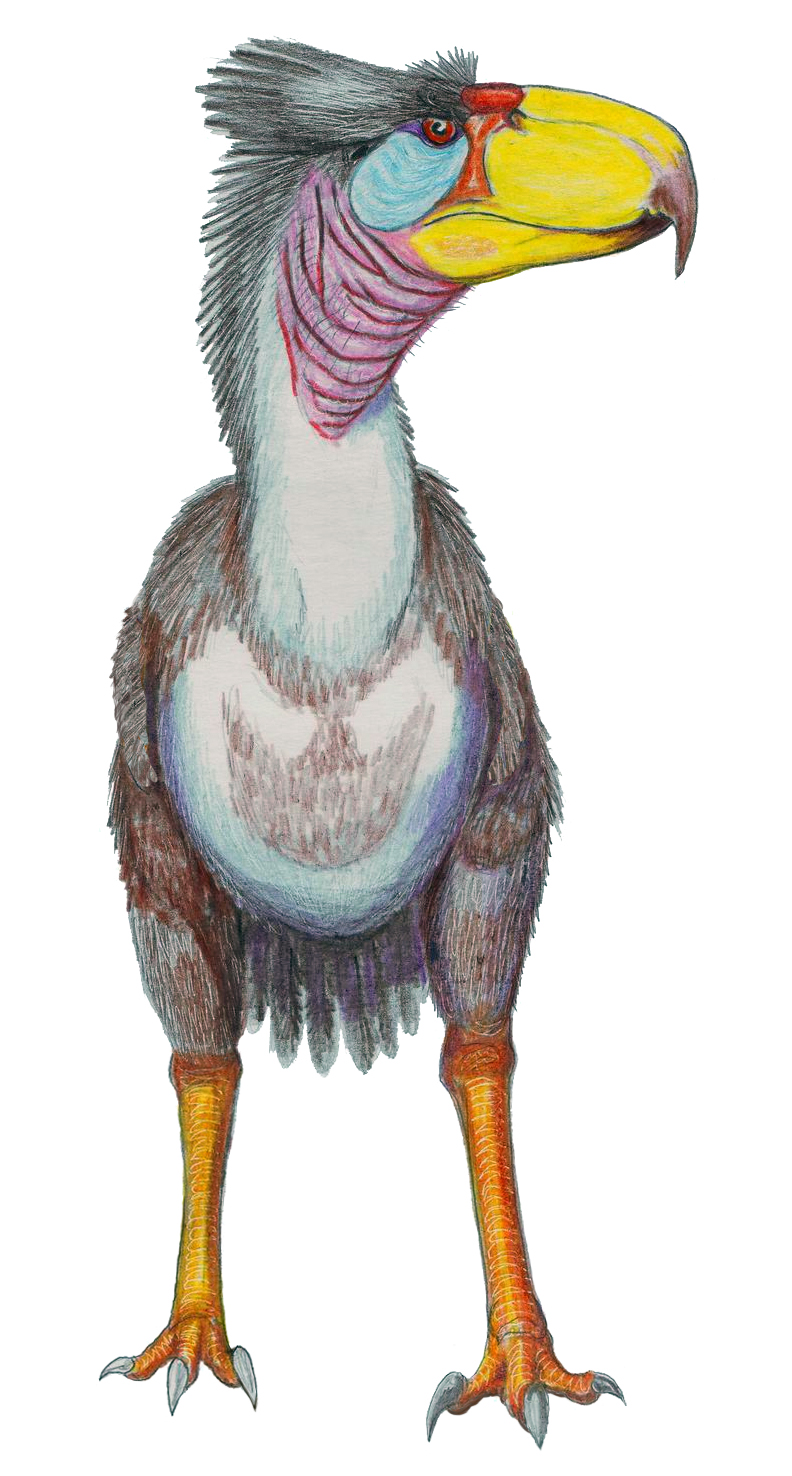
Titanis

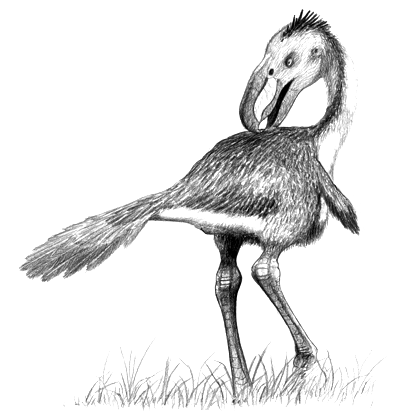
Andalgalornis

A család rendszertani besorolását illetően a források nem voltak mindig egységesek, volt, ahol a darualakúak (Gruiformes) rend családjaként, és volt, ahol az abból különválasztott kígyászdaru-alakúak (Cariamiformes) rendjébe tartozó családként említették. Ma már tudjuk, hogy az utóbbiba tartoznak.
Alvarenga és Höfling rendszerezése (2003) alapján a családon belül 5 alcsaládot különböztetnek meg, ezeken belül és 17-18 nemet:
- Brontornithinae alcsalád – óriás, 2 méternél magasabb fajok. 
  - Brontornis Moreno & Mercerat, 1891 - (korai-középső miocén)
  - Paraphysornis (Alvarenga, 1982) - (késő oligocén/kora miocén, Brazília, São Paulo állam)
  - Physornis Ameghino, 1895 - (középső - késő oligocén, Argentína, Santa Cruz tartomány)
- Mesembriornithinae alcsalád – középméretű fajok (1-1,5 méter magasak)
  - Llallawavis Degrange et al., 2015 - (kora - késő pliocén)
  - Mesembriornis Moreno, 1889 - (késő miocén - késő pliocén)
- Patagornithinae alcsalád – középteremtű, nagyon karcsú, mintegy másfél méter magas fajok
  - Andalgalornis Patterson & Kraglievich, 1960 - (késő miocén - kora pliocén)
  - Andrewsornis Patterson, 1941 - (középső - késő oligocén, Argentína)
  - Patagornis Moreno & Mercerat, 1891 - (kora - középső miocén, Santa Cruz tartomány, Argentína)
- Phorusrhacinae alcsalád – óriás fajok, de valamivel kisebbek és jóval karcsúbb fajok, mint a Brontornithinae
  - Devincenzia Kraglievich, 1932 - (késő miocén - kora pliocén, Argentína és Arroyo Roman, Uruguay)
  - Kelenken Bertelli et al., 2007 - (kora miocén, Río Negro tartomány, Argentína (a legnagyobb ismert gyilokmadarak))
  - Phorusrhacos Ameghino, 1887 - (kora - középső miocén)
  - Titanis Brodkorb, 1963 - (kora - késő pliocén)
- Psilopterinae alcsalád – kis, 70-100 centiméter magas fajok
  - Eleutherornis Schaub, 1940 - (eocén, Franciaország, Svájc)[7]
  - Paleopsilopterus Alvarenga, 1985 - (középső paleocén, Itaboraí, Brazília)
  - Procariama Rovereto, 1914 - (késő miocén - kora pliocén, Catamarca tartomány, Argentína)
  - Psilopterus Moreno & Mercerat, 1891 - (középső oligocén, Argentína)

Az alábbi nemek még nincsenek alcsaládokba foglalva:
- Lavocatavis Mourer-Chauviré et al., 2011 - (eocén, Algéria)[8]
- Patagorhacos - (kora miocén, Argentína)[9]

Az európai Sophiornithidae nem szerepelt Alvarenga és Höfling rendszerében, erről kiderült, hogy a baglyok primitív rokonai.

## A kultúrában
Bár a dinoszauruszoknál kevésbé ismertek, a gyilokmadarak gyakran feltűnnek a fikció különböző műfajaiban. Szerepelnek többek közt Robert E. Howard 1931-es The Gods of Bal-Sagoth (Bal-Sagoth istenei) című novellájában, a BBC 2001-ben készült Ősállatok között (Walking with Beasts)  című dokumentumfilm sorozatában, az Ősvilági kaland (Prehistoric Park) című dokumentum stílusú sorozatban (2006), a 2008-ban mozikba került I. e. 10 000 című filmben és a Primeval: New World (2012) sorozat egyik részében.

## Fordítás
- Ez a szócikk részben vagy egészben  a   Phorusrhacidae című angol Wikipédia-szócikk ezen változatának fordításán alapul.  Az eredeti cikk szerkesztőit annak laptörténete sorolja fel. Ez a jelzés csupán a megfogalmazás eredetét és a szerzői jogokat jelzi, nem szolgál a cikkben szereplő információk forrásmegjelöléseként.